# Servicio Federal Antimonopolio
El Servicio Federal Antimonopolio de Rusia (FAS) (en ruso: Федеральная антимонопольная служба России, ФАС России) es el órgano gubernamental ejecutivo a nivel federal que controla la ejecución de la ley antimonopolio y áreas relacionadas.
El FAS fue establecido por el presidente Vladímir Putin a través del Decreto #314, que se emitió el 9 de marzo de 2004. La agencia fue dirigida desde su creación en 2004 hasta 2020 por Igor Artemiev. Desde entonces, ha sido reemplazado en esta capacidad por Maksim Shaskolsky, el ex vicegobernador de San Petersburgo.

## Historia
El predecesor del Servicio Federal Antimonopolio es el Comité Estatal de Política Antimonopolio y Apoyo a las Nuevas Estructuras Económicas de la RSFSR, formado de conformidad con la Ley de la RSFSR del 14 de julio de 1990 "Sobre los Ministerios Republicanos y los Comités Estatales de la RSFSR". Valeri Chernogorodsky fue nombrado presidente del Comité. Se determinó que la plantilla del aparato era de 150 unidades, de acuerdo con el Reglamento Provisional sobre el Código Civil de Rusia, que fue aprobado por la Resolución del Consejo de Ministros de la RSFSR del 10 de septiembre de 1990 No. 344.
En julio de 2015, a propuesta del Primer Ministro de Rusia, Dmitri Medvédev, el presidente Vladímir Putin aprobó la fusión del Servicio Federal de Tarifas con el FAS de Rusia, añadiendo así a las competencias de este último mandato la regulación de precios y tarifas, la regulación de las tarifas eléctricas, los precios del gas y algunas otras tarifas y algunas funciones de regulación del monopolio natural.

## Organización
Entre los departamentos de la autoridad central de la FAS se encuentran:
- Departamento de Control de la Construcción y Recursos Naturales
- Departamento de Control Industrial
- Departamento de Regulación de la Industria de Energía Eléctrica
- Departamento de Regulación de las Telecomunicaciones y Tecnologías de la Información
- Departamento de Control de los Mercados Financieros
- Departamento de Control de Publicidad y Competencia Desleal
- Departamento de Control de la Inversión Extranjera
- Departamento de Lucha contra los cárteles
- Departamento de Control de Armamento Militar y Naval, Equipo Militar de Comunicaciones
- y otros[8]

## Cooperación internacional
Las FAS de Rusia cooperan con las organizaciones internacionales y las autoridades extranjeras en la esfera de la política antimonopolio, la lucha contra las prácticas de competencia desleal y la regulación gubernamental de los monopolios naturales.
El FAS de Rusia ha establecido lazos y participa en el trabajo de la Organización para la Cooperación y el Desarrollo Económicos (OCDE), el Consejo Interestatal de Política Antimonopolio (ICAP) que une a 10 países de la CEI y Ucrania, la Conferencia de las Naciones Unidas sobre Comercio y Desarrollo (UNCTAD), la Unión Económica Euroasiática (UEE), la International Competition Network (ICN), los BRICS, la Unión Europea (sobre la base del Acuerdo de asociación y cooperación entre Rusia y la Unión Europea, que entró en vigor en 1997), la Cooperación Económica Asia-Pacífico (APEC), la Asociación Regional de Reguladores de Energía (ERRA).
Para mejorar la cooperación internacional en el campo de la competencia, la FAS de Rusia celebra anualmente el evento "Semana de la Competencia Rusa", que en 2015 reunió a los jefes de las autoridades de competencia de los países de todo el mundo y contó con la presencia de Vladímir Putin.

## Casos destacados

### Google
El 14 de septiembre de 2015, el FAS de la Comisión de Rusia llegó a la conclusión sobre el abuso por parte del grupo de empresas Google de su posición dominante en el mercado de tiendas de aplicaciones preinstaladas, basándose en la investigación del caso contra Google Inc, Google Ireland Ltd., Google Ltd., a raíz de la denuncia de la empresa rusa de Internet Yandex de que el motor de búsqueda de Google se instalaba obligatoriamente como predeterminado en los dispositivos móviles y que sus iconos disfrutaban de una ubicación preferencial en la pantalla. Para restablecer la competencia en el mercado, Google, de acuerdo con la determinación de la FAS Rusia, debe ajustar sus contratos con los proveedores de dispositivos móviles en el plazo de un mes, excluyendo los requisitos anticompetitivos de los contratos que restringen la instalación de aplicaciones y servicios de otros proveedores. En 2021, la FAS volvió a multar a Google por presuntas violaciones de la ley de publicidad.